# دهستان مشکان (نی‌ریز)
دهستان مشکان نام دهستانی در بخش مشکان شهرستان نی‌ریز استان فارس ایران است.

## جمعیت
جمعیت این دهستان بر طبق سرشماری سال ۱۳۹۵، برابر با ۱۵۹۶ نفر بوده‌است. این دهستان شامل ۱۰ روستا است.